# Phrudocentra concentrata
Phrudocentra concentrata là một loài bướm đêm trong họ Geometridae.